# 畢名
畢名（？—），生於香港，是香港一代驚慄小說代表作家，亦是香港推動網絡創作代表人物。2001年與林劍萍(Bonnie)創立青少年創作網站原創空間，除出任網站總編輯外，他亦在網站內專欄「畢名間」連載文章，早期專欄以撰寫評論文章為主，2006年開始連載恐怖短篇小說，作品隨後於2009年結集授權香港日閱堂出版小說《恐怖潮》。
2006年首次與一眾香港網絡作者推出合著小說《愛上了線》及一系列合著愛情小說如與校園小說作家車人的《七天房客‧相遇九如坊》，其後於2007年推出首本個人驚慄小說《1414》，獲選為香港閱讀城好書試閱排行榜3週冠軍，2008年作品《娃娃契約》登上香港商務印書館、三聯書店暢銷書榜，同年入選第6屆香港十本好讀選舉候選書目，此後與明報出版社日閱堂合作出版一系列小說，有短篇恐怖作品，亦有一書六冊共四十六萬字長篇小說驚慄劇場系列。2012年他加入台灣明日工作室，推出靈異出版社系列驚慄小說，其中小說《畸羅之眼》及《嬰之契約》入選為第六屆香港書獎提名作品，而台灣出版界亦以香港驚悚大師介紹其人。2015年於香港今日出版有限公司出版出道十周年著作《樓劫》，此書得到香港推理作家陳浩基及勵志作家黃擎天推薦，同年入選由香港閱讀城舉辦第十三屆十本好讀選舉候選好書。2017年於香港書展出版首本揉合戰爭歷史題材的黑歷史系列小說《駱克道》，作家張草於推薦文〈在歷史的脈絡中尋找怨靈〉中表示「如今，這些老市民們日漸凋零，恐怖的記憶也隨之消逝，但歷史不該被遺忘，尤其是人類在戰爭時如何肆虐自己同種生物的歷史，希望畢名的嘗試能讓年輕人對這些歷史發生興趣。」同年，《駱克道》入圍由香港流行圖書協會舉辦的香港金閱獎2017「最佳文史哲書」候選佳作。他於2018年參與香港著名鬼小說女王張宇的小說復刻版工作，擔任《迷離境界 (復刻版)》金裝號及銀裝號兩書主編及撰寫導讀。
他曾於2007、2008、2010及2015年四次入選由香港閱讀城舉辦十本好讀「我最喜愛的作家」候選名單。他現為香港小說會創會會員，曾出任該會首屆理事。現為非牟利香港青少年創作網站「原創文化工作室」講座作家，至今於香港及台灣推出個人及合著作品超過30本。

## 著作

### 長篇小說

#### 驚慄劇場系列
【知出版】
- 2007年3月  《1414》 （页面存档备份，存于） ISBN 9628943766
- 2008年1月  《末殺者2012》 （页面存档备份，存于） ISBN 9628983156
- 2008年6月  《娃娃契約》 （页面存档备份，存于） ISBN 9628983296
- 2009年3月  《援交血罪》 （页面存档备份，存于） ISBN 9628983571
- 2009年6月  《魔眼檔案》 （页面存档备份，存于） ISBN 9628983768

【明報出版社日閱堂】
- 2010年7月  《殺性回歸》 （页面存档备份，存于） ISBN 9888027948
- 2011年5月  《末殺者》(修訂版) （页面存档备份，存于） ISBN 9888082094
- 2011年6月  《沉淪者》(修訂版) （页面存档备份，存于） ISBN 9888082396
- 2012年1月  《守護者》 （页面存档备份，存于） ISBN 9888134515
- 2012年7月  《終結者》(上冊) （页面存档备份，存于） ISBN 9789888135240
- 2012年12月 《終結者》(下冊) （页面存档备份，存于） ISBN 9789888206100

#### 靈異出版社系列
【明日工作室】
- 2012年6月  《畸羅之眼》 （页面存档备份，存于） ISBN 9862903384
- 2012年9月  《嬰之契約》 （页面存档备份，存于） ISBN 9862904046
- 2013年1月  《別殺我媽媽》 （页面存档备份，存于） ISBN 9789862904985
- 2013年8月  《恐怖病‧失蹤》 （页面存档备份，存于） ISBN 9789862905777
- 2014年2月  《鬼界夢劫》 （页面存档备份，存于） ISBN 9789862906521

#### 明日文庫系列
【明日工作室】
- 2014年9月   《通靈校舍》 （页面存档备份，存于） ISBN 9789862907108

#### 靈案系列
【今日出版有限公司】
- 2015年7月  《樓劫》 （页面存档备份，存于） ISBN 9789881445728

【筆求人工作室】
- 2019年7月  《通靈咒怨》 ISBN 9789887937463

#### 黑歷史小說系列
【經濟日報出版社】
- 2017年7月  《駱克道》 （页面存档备份，存于） ISBN 9789626789414

#### 域外之城小說系列
【城邦集團奇幻基地出版事業部】
- 2020年10月  《末殺者【上】》(終極合訂本) （页面存档备份，存于） ISBN 9789869931021
- 2020年11月  《末殺者【下】》(終極合訂本) （页面存档备份，存于） ISBN 9789869931038

### 短篇小說

#### 畢名恐怖短篇系列
【明報出版社日閱堂】
- 2009年7月  《恐怖潮》 （页面存档备份，存于） ISBN 9888026453
- 2010年3月  《恐怖潮II──慘絕人寰》 （页面存档备份，存于） ISBN 9888027263

### 合著小說

#### 青春WildChat系列
【知出版】
- 2006年7月  《愛上了線》 ISBN 9628943103
- 2007年1月  《魔法下了線──菇5》 ISBN 9628943391
- 2007年3月  《愛上了Blog──男編女輯》 （页面存档备份，存于） ISBN 962894374X
- 2007年7月  《七天房客‧相遇九如坊》 （页面存档备份，存于） ISBN 9628943723

#### 非人協會系列
【香港小說會】
- 2011年7月  《新‧非人協會》(收錄短篇〈滅絕〉) ISBN 9889909979

#### 藝文青系列
【藝文青出版社】
- 2017年6月  《九如坊‧讓我們再次遇見》 （页面存档备份，存于） ISBN 9789881477354

#### 香港作家巡禮系列
【明報教育出版：聰明館】
- 2024年7月  《春暖就花開》 （页面存档备份，存于） ISBN 9789888796687

### 連載小說
- 畢悚驚魂 (2013/11-12，潮流雜誌gicon)[23]
- 最美麗的掛屍 (2014/09，男士雜誌Esquire HK)[24]
- 孟米 (2017/10，文學雜誌字花)[25]

## 主編作品

### 長篇小說
【豐林文化傳播有限公司】
- 2018年7月  《迷離境界 (復刻版) 鬼古女王金裝號》 （页面存档备份，存于） ISBN 9789881436481
- 2018年7月  《迷離境界 (復刻版) 鬼古女王銀裝號》 （页面存档备份，存于） ISBN 9789881436498

## 外部連結
- 畢名專頁 (Facebook官方粉絲頁)
- 青少年創作網站原創空間 （页面存档备份，存于）
- 明日工作室 （页面存档备份，存于）
- 明報出版社 （页面存档备份，存于）
- 原創文化工作室 （页面存档备份，存于）
- 香港小說會